# Boxdel
Boxdel, Baxton, Masny Ben, dawniej iDelti, właśc. Michał Andrzej Baron (ur. 2 marca 1995 w Poznaniu) – polski youtuber, osobowość internetowa i piosenkarz. Udziałowiec i zawodnik federacji Fame MMA.

## Życie prywatne i działalność internetowa
Pochodzi z Poznania. Działalność na YouTube zaczynał pod pseudonimem iDelti. Publikując filmy o tematyce gamingowej, skupiającej się głównie na grze Minecraft. Od 2015 roku pod pseudonimem „Boxdel” prowadzi kanał na YouTubie, na którym początkowo publikował m.in. filmiki przedstawiające fakty i ciekawostki o innych znanych twórcach internetowych.
W 2018 roku został jednym z czterech współwłaścicieli Fame MMA, federacji organizującej gale typu freak show fight. Rywalizował także jako zawodnik tej federacji, walcząc m.in. z Jakubem „Kubańczykiem” Flasem, Kasjuszem „Don Kasjo” Życińskim (dwa razy) i Pawłem „Prezesem” Jóźwiakiem, oraz z Marcinem „Cesarzem" Najmanem oraz Tomaszem „Apostołem" Dorożałą w formacie każdy z każdym.
Choruje na bulimię.

## Działalność muzyczna
Był jednym z członków projektu muzycznego Masno, z którym wydał album pt. Gang. Po zakończeniu projektu brał udział w jego przedłużeniu skupiającym się wyłącznie na tworzeniu muzyki – MGNG, z którym wydał utwory, takie jak „Coco” i „Belweder”. Na jesieni 2021 roku pod pseudonimem Masny Ben zaprezentował utwór „Louda”, który po kilkunastu godzinach od publikacji uzyskał ponad 600 tys. wyświetleń i znalazł się na drugim miejscu na Karcie na czasie na YouTubie. W grudniu tego samego roku wystąpił gościnnie w utworze Friza „Yo Mamale”.
W maju 2022 gościnnie pojawił się w singlu rapera Kizo „Jetlag”. W listopadzie tego samego roku singiel Sentino, Nitro, Masnego Bena, MGNG „Trójkąt bermudzki” został wyróżniony platynową płytą.

## Kontrowersje
3 października 2023 roku Sylwester Wardęga opublikował na kanale „WATAHA – Krulestwo” na platformie YouTube materiał, w którym wyjawił, że Baron pisał niestosowne wiadomości do nieletnich dziewczyn, a także wiedział o tym, iż Stuart Burton spotykał się i prowadził korespondencje o podtekście erotycznym z dziewczynami poniżej 15. roku życia. Prezes zarządu Fame MMA Krzysztof Rozpara po wybuchu afery wykluczył Barona z bieżącej działalności federacji, jednak z czasem zarząd organizacji Fame MMA podjął decyzję o przywróceniu „Boxdela” do federacji.
11 sierpnia 2024 roku padł ofiarą spoofingu. Z jego telefonu wykonano fałszywe zgłoszenie zagrożenia zamachem bombowym w samolocie PLL LOT lecącym z Warszawy do Nowego Jorku. W związku z tą sprawą Baron został zatrzymany przez policję, jednak po złożeniu wyjaśnień wypuszczono go na wolność i przyznano mu status pokrzywdzonego.
30 sierpnia 2024 Sylwester Wardęga ponownie opublikował na swoim kanale w serwisie YouTube materiał ujawniający kolejne przewinienia Barona. Z filmu wynika, że Boxdel wysłał niegdyś do 14-letniej dziewczyny zdjęcie przyrodzenia, a także zastraszał Wardęgę, grożąc mu wyrządzeniem krzywdy za pośrednictwem innych osób.
5 marca 2025 roku, został zatrzymany razem z 9 osobami ze świata influencingu i mediów, w związku ze śledztwem dotyczącym przestępstw karno-skarbowych, związanych z organizowaniem gier losowych.

## Bilans walk freak show fight

### MMA
| Wynik     | Bilans | Przeciwnik (bilans przed walką) | Rozstrzygnięcie                      | Runda | Czas | Rozgrywki                         | Data       | Miejsce     | Uwagi                                                        |
| --------- | ------ | ------------------------------- | ------------------------------------ | ----- | ---- | --------------------------------- | ---------- | ----------- | ------------------------------------------------------------ |
| Wygrana   | 2-1    | Paweł Jóźwiak (0-0)             | TKO (rezygnacja)                     | 2     | 3:00 | Fame 17: Ferrari vs. Łaszczyk     | 03.02.2023 | Kraków      | Extra Fight. Walka w klatce rzymskiej.                       |
| Przegrana | 1-1    | Jakub Flas (0-0)                | TKO (ciosy pięściami)                | 1     | 2:39 | Fame 4: Linkimaster vs. Lil Masti | 22.06.2019 | Częstochowa |                                                              |
| Wygrana   | 1-0    | Jakub Szymański (0-0)           | TKO (poddanie po ciosach w parterze) | 1     | 2:29 | Fame 1: Boxdel vs. Guzik          | 30.06.2018 | Koszalin    | Zdobył pas mistrzowski Fame MMA w wadze ciężkiej. Main Event |

### Kickboxing
| Wynik     | Bilans | Przeciwnik (bilans przed walką) | Rozstrzygnięcie          | Runda | Czas | Rozgrywki                                    | Data       | Miejsce  | Uwagi                                                                                    |
| --------- | ------ | ------------------------------- | ------------------------ | ----- | ---- | -------------------------------------------- | ---------- | -------- | ---------------------------------------------------------------------------------------- |
| Przegrana | 1-1    | Kasjusz Życiński (1-0)          | Decyzja (niejednogłośna) | 3     | 3:00 | Fame 20: The Celebration & The Tournament    | 10.02.2024 | Kraków   | Zasady K-1. Limit umowny -95 kg. Boxdel przekroczył limit umowny o 1,9 kg. Co-Main Event |
| Wygrana   | 1-0    | Paweł Jóźwiak (0-0)             | KO (prawy sierpowy)      | 2     | 2:59 | Fame Friday Arena 2: Prezes FEN vs. Boxdel 2 | 29.09.2023 | Szczecin | Walka w małych rękawicach MMA. Zasady K-1. Limit umowny -105 kg. Main Event              |

### Boks
| Wynik     | Bilans | Przeciwnik (bilans przed walką) | Rozstrzygnięcie       | Runda | Czas | Rozgrywki                            | Data       | Miejsce      | Uwagi                             |
| --------- | ------ | ------------------------------- | --------------------- | ----- | ---- | ------------------------------------ | ---------- | ------------ | --------------------------------- |
| Przegrana | 0-1    | Kasjusz Życiński (2-1)          | Decyzja (jednogłośna) | 3     | 2:00 | Fame 12: Don Kasjo vs. Polish Zombie | 20.11.2021 | Gdańsk/Sopot | Walka dodatkowa (po Main Evencie) |

### Boks amatorski
| Wynik   | Bilans | Przeciwnik (bilans przed walką) | Rozstrzygnięcie                                       | Runda | Czas | Rozgrywki                          | Data       | Miejsce  | Uwagi |
| ------- | ------ | ------------------------------- | ----------------------------------------------------- | ----- | ---- | ---------------------------------- | ---------- | -------- | --- |
| Wygrana | 1-0    | Marcin Majkut (0-0)             | TKO (niezdolność do kontynuowania walki po nokdaunie) | 5     | 2:56 | Bita Śmietanka 2: Xayoo vs. Boxdel | 16.12.2023 | Warszawa | Walka na zasadach amatorskiego boksu (semi-pro). Walka odbyła się w celu charytatywnym. Walka w wadze open. Main Event |

### Niestandardowe
| Wynik     | Przeciwnik                    | Rozstrzygnięcie                                                                                | Runda | Czas | Wydarzenie    | Data       | Miejsce  | Uwagi |
| --------- | ----------------------------- | ---------------------------------------------------------------------------------------------- | ----- | ---- | ------------- | ---------- | -------- | --- |
| Przegrana | Marcin Najman Tomasz Dorożała | TKO (ciosy pięściami w parterze) Najmana na Dorożale i TKO (kontuzja barku) Najmana na Baronie | 1     | 1:39 | Fame 26: Gold | 12.07.2025 | Warszawa | Walka 1vs1vs1 (Michał Baron vs Marcin Najman vs Tomasz Dorożała). 1. runda MMA, 2. runda K-1, 3. runda boks. Co-Main Event |